# Hydrocotyle heucherifolia
Hydrocotyle heucherifolia är en växtart i släktet Hydrocotyle och familjen araliaväxter.
Arten förekommer i nordöstra Colombia. Den beskrevs av Mildred Esther Mathias 1936.